# Окони (Илиноис)
Окони (енгл. Oconee) град је у америчкој савезној држави Илиноис.

## Демографија
По попису из 2010. године број становника је 180, што је 22 (-10,9%) становника мање него 2000. године.
| Група             | 2000.       | 2010.       |
| Белци             | 199 (98,5%) | 178 (98,9%) |
| Афроамериканци    | 0 (0,0%)    | 0 (0,0%)    |
| Азијати           | 0 (0,0%)    | 1 (0,6%)    |
| Хиспаноамериканци | 3 (1,5%)    | 0 (0,0%)    |
| Укупно            | 202         | 180         |